# Конкул
Конкул (фр. Concoules) насеље је и општина у јужној Француској у региону Лангдок-Русијон, у департману Гар која припада префектури Алес.
По подацима из 2011. године у општини је живело 249 становника, а густина насељености је износила 15,12 становника/km². Општина се простире на површини од 16,47 km². Налази се на средњој надморској висини од 630 метара (максималној 1.507 m, а минималној 355 m).

## Демографија
| 1962. | 1968. | 1975. | 1982. | 1990. | 1999. | 2011. |
| ----- | ----- | ----- | ----- | ----- | ----- | ----- |
| 215   | 238   | 262   | 241   | 236   | 256   | 249   |

График промене броја становника у току последњих година